# Poul Dons
Poul Dons (født 19. november 1783 i København, død 8. april 1843 i Skamstrup Præstegård) var en dansk forfatter og guldalderpersonlighed. Han var søn af norskfødte Claudius Andreas Dons (1739-1824), senere skifteforvalter på Sankt Croix, og hustru Bolette Cathrine Frantzen (1749-1811). Han kaldes også for Povel Dons og Paul Dons. Han var ansat som kopist og senere fuldmægtig i Den almindelige Enkekasse.
Dons er navnlig kendt som ungdomsven af N.F.S. Grundtvig, B.S. Ingemann og Christian Molbech. Han stod også i nær forbindelse med andre guldalderpersonligheder, blandt andre Poul Martin Møller og ægteparret Kamma og Knud Lyhne Rahbek.
1813 blev Poul Dons viet af Grundtvig til Henriette Schmidt (1782-1845), datter af havnekontrollør Peter Andreas Schmidt og hustru Anna Elisabeth Rauer. Dons blev blandt andet far til døtrene Henriette (1814-1879), gift med præst ved Garnisons Kirke Nicolai Gottlieb Blædel (1816-1879), og Charlotte (1816-1888), gift med sognepræst i Skamstrup (senere i Gamtofte) Nicolaj Seidelin Bøgh (1805-1880) og mor til forfatterne Frederik Bøgh og Nicolai Bøgh samt godsinspektør Otto Bøgh.
Han blev begravet på Skamstrup Kirkegård. Gravstedet eksisterer ikke længere, men i 1918 blev der indsat en mindetavle i kirkegårdsmuren over ham.

## Ungdomsår
Dons nærmeste ven i de unge år var historikeren og sprogmanden Christian Molbech. De to havde samme baggrund, var lige gamle, begge sønner af nordmænd, de blev studenter samme år og var begge brændende interesseret i litteratur og i alt, hvad der rørte sig i samtiden.
Men det kom til et brud mellem dem, fordi de valgte hver sit åndelige forbillede. Dons blev en engageret tilhænger af Henrik Steffens, som i vintrene 1802-1804 holdt en række særdeles banebrydende forelæsninger på Elers Kollegium. De kom til at spille en stor rolle for udviklingen af romantikken i Danmark og gjorde et voldsomt indtryk på Dons, som de også gjorde det på Oehlenschläger og Grundtvig. Mens Molbech var en svoren tilhænger af Rousseau og ikke brød sig om Steffens romantik. Uoverensstemmelsen mellem de to voldsomt engagerede mænd blev så stor, at deres venskab ikke kunne opretholdes som før, og de to så i årene derefter kun lidt til hinanden.

## Venskabet med Grundtvig
I 1808 skrev Poul Dons et digt til Grundtvig i Kjøbenhavns Skilderie i anledning af dennes digt Maskeradeballet i Danmark, hvori han roste Grundtvig for digtet, men samtidig gav udtryk for, at han mente, det gav udtryk for et for negativt syn på den åndelige tilstand i Danmark. Grundtvig tog begejstret imod Dons' reaktion, som var det eneste lyspunkt for ham i den mur af tavshed, som han ellers oplevede, at digtet blev mødt med, og som han mente, ville være stået tilbage, "hvis ikke en ung Mand med Christen Tro, inderlig Kiærlighed til alt Godt og til det gamle Danmark, men ei noksom bekiendt med Tidens Elendighed og dybe Fordærvelse, havde fundet mit Syn for mørkt og udsagt det i et Vers til mig."
Dette blev begyndelsen til de tos meget nære venskab i de følgende år, hvor Poul Dons var Grundtvigs "redelige, frimodige og trofaste Ven." De brændte begge for at levendegøre kristendommen og sværmede for den nordiske mytologi, som de så som en vigtig inspirationskilde og forløber for dansk kristendom – en slags "Nordens Gamle Testamente". Dons fungerede som en meget vigtig støtte og inspirationskilde for vennen i en kritisk fase, men virkede kun i mindre omfang som selvstændig tænker og skribent. Grundtvig tilegnede i 1809 sin Optrin af Kæmpelivets Undergang i Nord, Norners og Asers Kamp til Dons, som havde hjulpet ham meget med bogen. Udover tilegnelsesdigtet i denne bog skrev Grundtvig også i 1811 et digt om vennen.
Dons ledsagede i december 1810 sammen med F.C. Sibbern sin kriseramte ven Grundtvig hjem til hans fars præstegård i Udby. Undervejs overnattede de i Vindbyholt Kro, hvor Grundtvig om natten fik en række voldsomme syner – givetvis knyttet til hans maniodepression – hvor han mente, han kæmpede med djævelen i skikkelse af en slange. Optrinnet og de øvrige oplevelser, Dons fik i denne periode med den syge Grundtvig, påvirkede den meget poetiske og følsomme Dons så kraftigt, at han fik et psykisk knæk, som han tilsyneladende aldrig helt kom sig over.

## Venskabet med Ingemann
I de første år af 1800-tallet knyttede Dons også venskabsbånd med B.S. Ingemann, og det var ham, som i sit eget hjem præsenterede Grundtvig og Ingemann for hinanden. Hvor Grundtvig var hård og stridbar og en helt anden type end den blide og poetiske Dons, der lignede Ingemann ham langt mere af sind. Også Ingemann havde et blidt og poetisk sind, og Dons støttede og inspirerede ligeledes hans forfatterskab.
Ingemann oplevede i årene omkring 1811-13 en religiøs krise, hvor han tvivlede på Kristendommen. Dons, som hele livet var en fuldblods og begejstret kristen, var en stor støtte for ham i denne periode og var med til at hjælpe ham igennem krisen. I digtet Til min Ven P. Dons fra 1813, hvor krisen var overstået, takkede Ingemann ham varmt for støtten. Det hedder til sidst i digtet bl.a.:
Da var det Ven!, du kom 

Saa venlig og saa from. 

Et Billed af den Ven, som jeg tilbeder. 

Og samlet i hans Navn 

Velsignet i hans Favn 

Vi ej adskilles skal i Evigheder
Kom, ræk mig trofast Haand! 

Og med den gode Aand 

Hjælp du mig trolig Fjenden af betvinge! 

At vi til Frelseren 

I Børnehimmelen 

Kan os engang som Broderengle svinge. 

## Skyggelivet
I 1821 måtte Poul Dons tage sin afsked fra Enkekassen på grund af "Nervesvækkelse" og boede herefter med sin hustru først i en årrække på herregården Vognserup, sidenhen på Nordruplund, Bjergby Præstegårds enkesæde, og til sidst hos datteren Charlotte og hendes familie i Skamstrup Præstegård. Han havde mange mørke perioder, afbrudt af lysere stunder, hvor han blev klar igen. I sine sidste år livede han noget op og kunne som i sin ungdom virke spændende og inspirerende på kunstnersjæle. Han havde stor glæde af i disse år jævnligt at få besøg af malerne Lundbye og Skovgaard på deres ture rundt i det vestsjællandske landskab.
Ved efterretningen om Poul Dons' død i 1843 skrev Grundtvig i et brev til den fælles ven Gunni Busck, som trøstede Dons i hans sidste tid: "Nu endte da Povel Dons det sørgelige Skyggeliv og har, haaber jeg, begyndt et Nyt, der anderledes svarer til hans Ungdoms brændende Længsler og æventyrlige Drømme. – Tak fordi Du talde Trøstens Ord til ham i de sidste bange Timer! Det glædede mig ret, da jeg hørde, han havde forlangt Dig – -, thi det sagde mig, at han dog for en Deel var kommet til sig selv. – Hans Billede er derfor ogsaa staaet op hos mig i hele sin ranke, sværmeriske men ærlige og vidunderlig klarøiede og lydhøre Ungdommelighed, mægtig grebet af Klangen i Hans Røst, som siger: Jeg er Opstandelsen og Livet, hvo som troer paa mig, skal leve, skiøndt han døer, og hvo som levende troer paa mig, skal aldrig døe!"

## Grundtvigs mindedigt
Efter Poul Dons' død skrev Grundtvig et storslået mindedigt over vennen, hvis første strofe lyder:
Blomster alle maae henvisne, 

Hvor i Støv de fæste Rod, 

Og selv varmest Jord maa isne. 

Under Vinter-Jettens Fod; 

Derfor visned, isned, døde, 

Han, som i sin Morgenrøde 

Var en Blomst med Luekalk!
I digtet understreger Grundtvig at Dons var en pionér i det arbejde for at vække den danske folkeånd, som blev Grundtvigs egen store livsopgave:
Kun en Enkelt, tidlig oppe, 

Saae det store Morgensyn: 

Ælve-Dands paa Dovre-Toppe, 

Landse-Brud som Lyn med Lyn, 

aged med paa Straale-Buer, 

Baded sig i Morgen-Luer, 

Dykked i det dybe Hav!
Og om Dons' brændende engagement i den periode, hvor Grundtvig selv havde sin første store livskrise ("min Vinter"), skriver han:
Lutter Øie, lutter Øre, 

Lutter Liv med Efterklang, 

Alt han vilde see og høre, 

Alt i Barmen eftersang, 

Stod os alle nær paa Klinter,

I hans Sommer og min Vinter 

Nærmest Ingemann og mig!
I digtet fortæller Grundtvig – som det allerede understreges i første strofe – at han mener Dons havde en for skrøbelig personlighed til at magte de store åndelige udfordringer, han påtog sig, og at det var det, som førte til hans sammenbrud. Bristepunktet beskriver Grundtvig således:
Giennemrystet, giennemsuset, 

Giennemluet, overspændt, 

Svimled han som en Beruset, 

Blussed som en Selvantændt; 

Træt blev Øiet af at tindre, 

Ingen mægted det at hindre: 

Ilden slukdes, Øiet brast!
Grundtvig-eksperten Flemming Lundgreen-Nielsen har kaldt mindedigtet om Poul Dons for "et af Grundtvigs bedste stykker lyrik overhovedet".